# 劔刀神社
劔刀神社（たちじんじゃ、剣刀神社）は、静岡県伊豆の国市戸沢（とさわ）にある神社。

## 概要
伊豆長岡から内浦（三津）へと抜ける県道130号（伊豆長岡三津線）を途中で北上した、大堤山と金櫻山・重寺城山に囲まれた戸沢川流域の戸沢地区、その中心部の西側山麓に鎮座している。
創建は不詳だが、式内社である剣刀乎夜尓命神社（たちおやにのみことじんじゃ）に比定され、『伊豆国神階帳』にも「従四位上 たんかいの明神」と記されている古社である。
江戸時代から明治初期までは三島明神（三島神社）と称した。
明治6年（1873年）に村社に列する。

## 祭神
- 剣刀乎夜尓命（たちおやにのみこと）